# Stelechocarpus burahol
Stelechocarpus burahol är en kirimojaväxtart som först beskrevs av Carl Ludwig von Blume, och fick sitt nu gällande namn av Joseph Dalton Hooker och Thomas Thomson. Stelechocarpus burahol ingår i släktet Stelechocarpus och familjen kirimojaväxter. Inga underarter finns listade i Catalogue of Life.